# Microsoft Office 3.0
Microsoft Office 3.0 là một bản phát hành của Microsoft Office. Đây là bản phát hành chính thứ hai cho hệ điều hành Microsoft Windows và là bản thứ ba trên Macintosh, trước Microsoft Office 4.0. Bỏ qua hoàn toàn phiên bản 2 trên Windows, Microsoft đã phát hành Office 3.0 vào ngày 30 tháng 8 năm 1992. Trước đây, các thành phần này được phân phối riêng cho Windows, và cùng với Microsoft Office, chúng đã được kết hợp thành một bộ ứng dụng văn phòng đầy đủ.
Các thành phần chính của nó bao gồm Word 2.0c, Excel 4.0a, PowerPoint 3.0, và Mail, ứng dụng nhắn tin mạng. Các phiên bản dành cho Macintosh cũng được cập nhật lên Word 5.1, vốn không tồn tại cho Windows.